# Хаджимба, Руслан Ардович
Руслан Ардович Хаджимба (род. 10 сентября 1957, с. Тхина, Очамчырский район, Абхазская АССР) — директор Абхазской государственной филармонии им. Р. Гумба.

## Биография
Родился 10 сентября 1957 года в селе Тхина Очамчирского района Абхазской АССР.
Окончил среднюю школу в 1974 году и поступил в Сухумский индустриальный техникум, факультет Промышленного гражданского строительства.
В 1975 году призвали в Советскую армию. После службы продолжил учебу и закончил 1980 году.
В 1987 году поступил в Абхазский государственный университет и окончил по специальности «юриспруденция».
После войны был принят в Государственный ансамбль песни и танца Республики Абхазия.
В 2005 году был назначен заместителем директора Абхазской государственной филармонии им. Р. Д. Гумба.
18 февраля 2009 года здание филармонии был открыт после ремонта. дом отремонтирован, оснащен современным сценическим оборудованием и отвечает всем профессиональным требованиям сегодняшнего дня.
31 октября 2011 по приказу министра культуры директор был уволен в связи с выходом на пенсию. и. о. директора назначен Руслан Хаджимба.
В 2014 году был назначен директором филармонии